# Ostrau (Saalekreis)
Ostrau is een plaats en voormalige gemeente in de Duitse deelstaat Saksen-Anhalt, en maakt deel uit van de Landkreis Saalekreis.
Ostrau telt 1.260 inwoners.